# Aéroport de Mary
L'aéroport international de Mary (code IATA : MYP • code OACI : UTAM) est le troisième aéroport le plus grand du Turkménistan. En mars 2009, l'aéroport a été agrandi avec un nouveau terminal, ayant coûté 5 millions $US, à deux étages, de 3 500 mètres carrés. Il a mis à jour son statut de provincial à international. L'aéroport est situé à 6 km. nord-est du centre de Mary, capitale de la province de Mary.

## Situation
| \| 100 km1:14 016 000 \| Achgabat Daşoguz Kerki Balkanabat Garabogaz Mary Türkmenbaşy Türkmenabat |
| 100 km1:14 016 000                                                                                |

## Compagnies aériennes et destinations
| Compagnies            | Destinations                   |
| --------------------- | ------------------------------ |
| Turkmenistan Airlines | Achgabat, Daşoguz, Türkmenabat |

Édité le 29/06/2017